# Antihypertenseur
Les antihypertenseurs, ou hypotenseurs, sont des médicaments utilisés pour traiter l'hypertension artérielle,,. Ces médicaments aident à réduire la pression artérielle et à prévenir des complications telles que les maladies cardiaques et les accidents vasculaires cérébraux .

## Les diurétiques
Les diurétiques agissent par élimination d’une partie de l’eau et du sodium contenu dans le sang : ceci induit une diminution du volume sanguin et donc une baisse de la tension artérielle.
Il existe trois familles de diurétiques: thiazidiques (et apparentés), diurétiques de l'anse de Henlé et enfin les anti-aldostérone. Les deux premières familles offrent des molécules kaliurétiques (augmentent l'élimination urinaire du potassium et favorisent donc l'hypokaliémie) tandis que les anti-aldostérones à l'inverse retiennent le potassium urinaire (et favorisent donc l'hyperkaliémie).

## Les bêta-bloquants
Les bêta-bloquants agissent principalement en réduisant l'activité des catécholamines sur le cœur et en diminuant la sécrétion de rénine (ils agissent donc aussi à l'encontre du système rénine angiotensine aldostérone). 

## Les inhibiteurs de l'enzyme de conversion
Les inhibiteurs de l'enzyme de conversion (IECA, IEC) combattent la stimulation du système rénine-angiotensine-aldostérone et réduisent les taux circulants d'angiotensine II et d'aldostérone. 

## Lesantagonistes des récepteurs de l'angiotensine II
Les antagonistes de l’angiotensine II (ARA-II ou sartans) sont une classe thérapeutique relativement nouvelle qui suscite un grand intérêt par sa très bonne tolérance et un mécanisme d’action original (blocage direct des récepteurs de l’angiotensine II). Ils sont très proches des IEC.

## Les inhibiteurs calciques
Les inhibiteurs calciques réduisent le tonus des artères en diminuant les capacités vasoconstrictrices (calcium-dépendant) des fibres musculaires lisses artérielles en inhibant le transfert transmembranaire du calcium.

## Autres antihypertenseurs
Ils sont plutôt utilisés comme traitement d'appoint.
- Les antihypertenseurs centraux
  - Les alpha-stimulants centraux : Ils diminuent le tonus sympathique vasoconstricteur. Leurs effets indésirables en limitent leur emploi (sécheresse de la bouche, somnolence, hypotension orthostatique, nausées…).
- Les alpha-bloquants périphériques
- Les vasodilatateurs

## Autres
L'administration au coucher est significativement associée à une incidence moindre d'infarctus du myocarde par rapport à l'administration le matin.